# Dendrobium rutriferum
Dendrobium rutriferum är en orkidéart som beskrevs av Heinrich Gustav Reichenbach. Dendrobium rutriferum ingår i släktet Dendrobium, och familjen orkidéer. Inga underarter finns listade i Catalogue of Life.